# Кртовце
Кртовце (словац. Krtovce) — село, громада округу Топольчани, Нітранський край. Кадастрова площа громади — 4.21 км². Протікає річка Главінка.
Населення 305 осіб (станом на 31 грудня 2019 року).

## Історія
Кртовце згадується 1237 року.

## Населення
| Рік:            | 1994. | 2004.   | 2014.   | 2024.   |
| --------------- | ----- | ------- | ------- | ------- |
| Кількість осіб: | 296   | 320     | 316     | 288     |
| Різниця:        |       | +8,10 % | -1,25 % | -8,86 % |

| Рік:            | 2023. | 2024.   |
| --------------- | ----- | ------- |
| Кількість осіб: | 287   | 288     |
| Різниця:        |       | +0,34 % |